# يهودا سولومون
يهودا سولومون هو موسيقي إسرائيلي، ولد في 20 يونيو 1977 في Mevo Modi'im ‏ في إسرائيل.

## وصلات خارجية
- يهودا سولومون على موقع ميوزك برينز (الإنجليزية)